# Zilversteelvezelkop
De zilversteelvezelkop (Inocybe curvipes) is een paddenstoel uit de familie Inocybaceae. Hij komt voor op de grond bij loofbomen en -struiken. Hij vormt ectomycorrhiza, vrijwel altijd met loofbomen, vaak bij populier (Populus), ook bij eik (Quercus), berk (Betula) en wilg (Salix).

## Kenmerken

### Uiterlijke kenmerken
Hoed
De hoed heeft een diameter tot circa 5 cm. Het oppervlak is vilt-wollig. De kleur bruin, vaak concentrisch in verschillende kleurnuances, maar toon op toon gekleurd; maar ook veel lichter, bijna beige
Lamellen
De lamellen zijn bij jonge exemplaren lichtgrijs en worden later licht geelachtig bruin of bruin. De lamellen zijn adnate tot adnex aangehecht. 
Steel
De steel heeft een lengte van 20 tot 40 mm en een dikte van 3 tot 7 mm aan de top, gelijk of met een licht gezwollen basis.

### Microscopische kenmerken
De sporen zijn langwerpig, met duidelijke knobbels en meten (7,5-) 8,0-10,0-12,0 (-13,5) ± 1,05 4,8-6,1-7,5 (-8,0) ± 0,65 mm. De basidia meten 26-38 × 8-13 mm. Pleurocystidia meten 47-73 × 19-25 en zijn breed spoelvormig of zakvormig en soms taps toelopend naar een acute, kristalvormige top, met een slanke, lange basale steel en wanden van 1,0 tot 2,5 mm dik. Cheilocystidia zijn korter dan pleurocystidia. Caulocystidia zijn afwezig.

## Verspreiding
In Nederland komt hij algemeen voor. Hij niet staat op de rode lijst en is niet bedreigd.

## Foto's

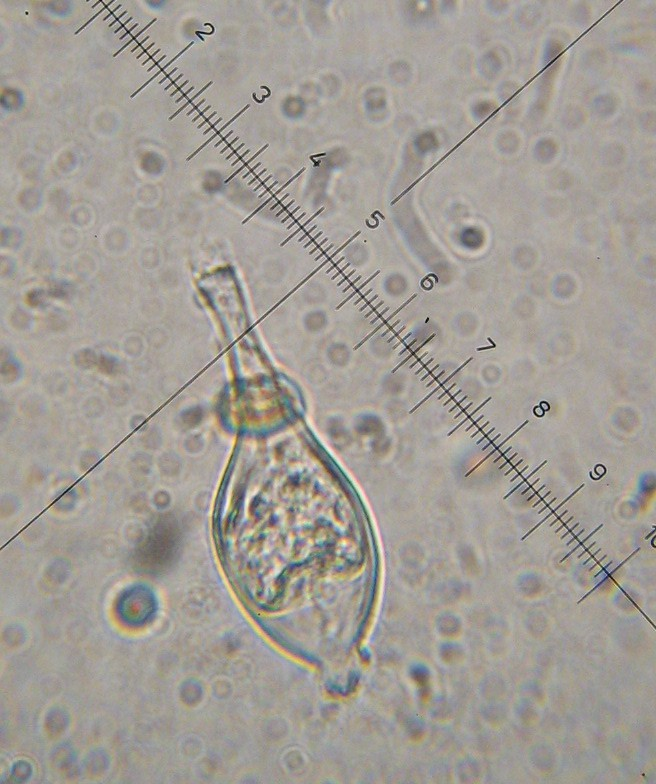
Cystidia
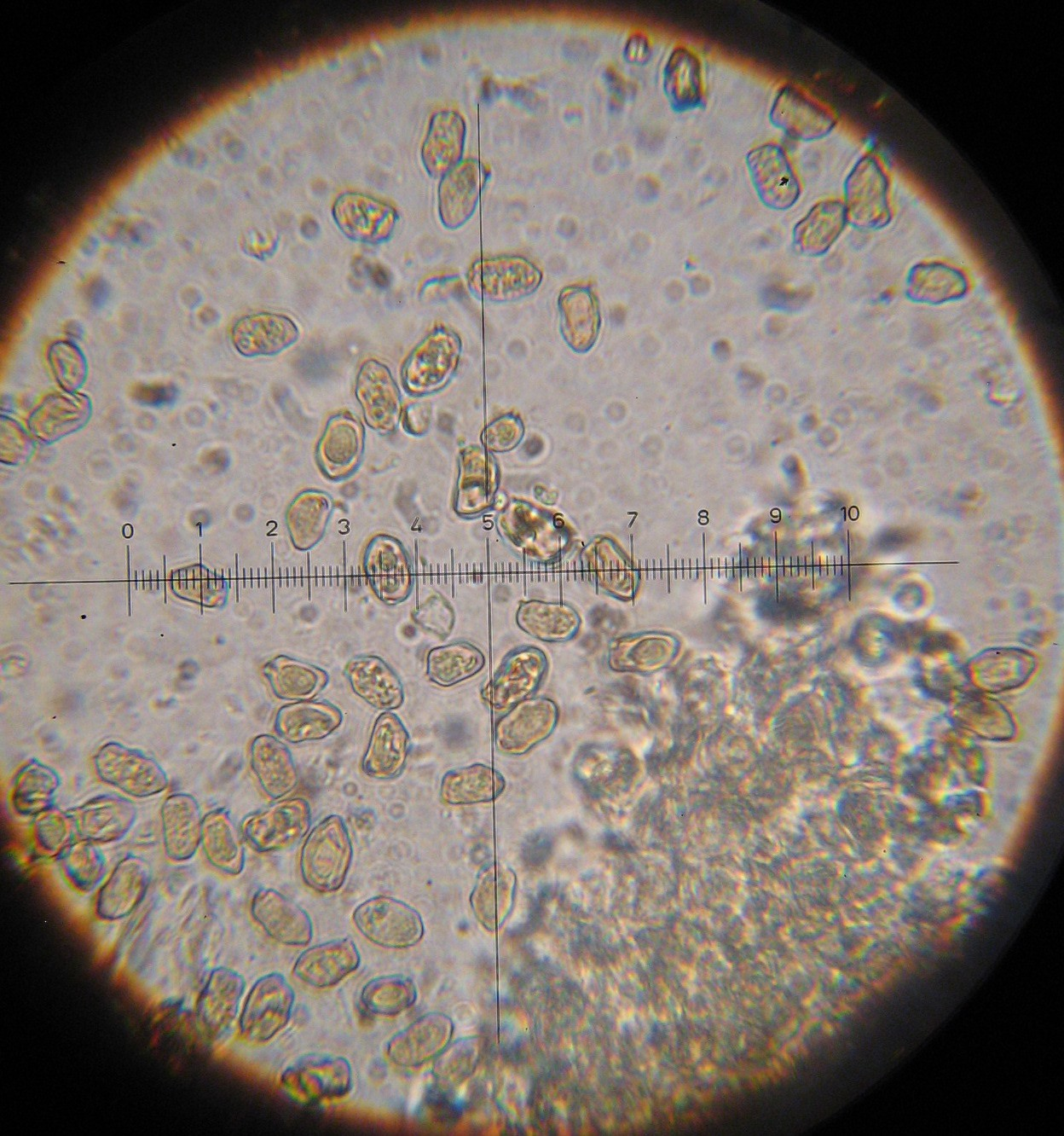
Sporen